# Prescott (Ontario)
Prescott to miejscowość (ang. town) w Kanadzie, w prowincji Ontario, w hrabstwie Leeds And Grenville.
Powierzchnia Prescott to 4,95 km².
Według danych spisu powszechnego z roku 2001 Prescott liczy 4228 mieszkańców (854,14 os./km²).